# جاسپر کاروت
رابرت نورمن دیویس (انگلیسی: Robert Norman Davis؛ زادهٔ ۱۴ مارس ۱۹۴۵) که با نام هنری خود، جاسپر کاروت شناخته می‌شود کمدین، بازیگر و مجری تلویزیون اهل بریتانیا است.
وی برندهٔ جوایزی همچون نشان افسر امپراتوری بریتانیا (OBE) شده است.

## زندگی‌نامه
کاروت با نام اصلی رابرت نورمن دیویس در ۱۴ مارس ۱۹۴۵ در بیرمنگام انگلستان متولد شد، در مدرسه ابتدایی آکوکس گرین و مدرسه گرامر موزلی تحصیل کرد.
او در نه سالگی لقب جاسپر را گرفت و در ۱۷ سالگی نام خانوادگی کاروت را به آن اضافه کرد.
کاروت در سال ۱۹۷۲ با روزنامه‌نگاری به نام هیزل جکسون ازدواج کرد. دختر آنها لوسی دیویس است.
او از هواداران و مدیران باشگاه فوتبال بیرمنگام سیتی است؛ یک سوئیت مهمان‌نوازی د  ورزشگاه سنت اندرو به نام او نامگذاری شده است. او در مراسم سال نو ۲۰۰۳ به پاس خدمات خیریه‌اش، به عنوان افسر نشان امپراتوری بریتانیا (OBE) منصوب شد. دانشگاه بیرمنگام در سال ۲۰۰۴ به او دکترای افتخاری اعطا کرد، پیش از آن، دانشگاه آستون در سال ۱۹۹۵ جایزه مشابهی را به او اعطا کرده بود.

## حرفه
در فوریه ۱۹۶۹، او به همراه دوستش لس وارد، باشگاه خود با نام "The Boggery" را در نزدیکی سولیهال تأسیس کرد. کاروت آهنگ‌های فولک اجرا می‌کرد و به عنوان مجری برنامه نیز فعالیت داشت. شوخی‌های او از آهنگ‌ها پیشی گرفت و او بیشتر به یک کمدین تبدیل شد تا یک خواننده. او همچنین به عنوان یک مدیر موسیقی (با جان استارکی، که از سال ۱۹۷۴ تا ۱۹۹۲) فعالیت داشت. او در سال ۱۹۷۳ آلبومی به نام جاسپر کاروت  در باشگاه ضبط کرد.
در سال ۱۹۷۹، او کتاب «یک جوش کوچک در کنار» را منتشر کرد که یک زندگینامه طنزآمیز بود. کتاب بعدی او، «لابرادور ترش و شیرین» ، بخش‌هایی از استندآپ کمدی را با مطالب زندگینامه‌ای مشابه ترکیب کرد که بخش عمده‌ای از آن مربوط به سفرهای جهانی او بود.
کاروت مجری کنسرت خیریه هارت بیت بیرمنگام در سال ۱۹۸۶ بود، که در آن گروه‌های محلی مانند الکتریک لایت ارکسترا و مودی بلوز حضور داشتند و در پایان جرج هریسون نیز حضور داشت.
اولین حضور او در تلویزیون، یک برنامه نیم ساعته برای بی‌بی‌سی میدلندز در ۱۱ اوت ۱۹۷۵ بود، که درباره فوتبال محلی به نام "بازی طلایی" بود.
در تابستان ۲۰۰۷، کاروت مجری برنامه تلویزیونی «توپ‌های طلایی» به تهیه‌کنندگی اندمول برای شبکه آی‌تی‌وی بود.
در ۱۵ سپتامبر ۲۰۰۷، او در جشن‌های هنری به عضویت پیاده‌روی ستارگان بیرمنگام درآمد. این جایزه توسط شهردار بیرمنگام اهدا شد. کاروت دومین فردی است که پس از آزی آزبورن به این جایگاه راه یافته است. کاروت در ۶ دسامبر ۲۰۰۸ جایزه یک عمر دستاورد هنری را از جوایز کمدی بریتانیا دریافت کرد.
کاروت در فیلم کمدی بریتانیایی «جین و شهر گمشده» محصول ۱۹۸۷ نقش هاینریش را بازی کرد. وی همچنین یک درام پلیسی به نام «کارآگاهان» با بازی رابرت پاول داشت که بعداً به یک سریال تبدیل شد. از سال ۲۰۰۲ تا ۲۰۰۴ در سریال کمدی «همه چیز درباره من» بازی کرد. در یک اجرای دوازده هفته‌ای در تابستان ۲۰۰۲، او نقش کوکو را در میکادو نوشته گیلبرت و سالیوان در تئاتر ساووی لندن بازی کرد.